# خوسيبا زالدوا
خوسيبا زالدوا بينغوتيكسيا (بالإسبانية: Joseba Zaldúa Bengoetxea) هو لاعب كرة قدم إسباني في مركز الظهير الأيمن ولد في يوم 24 يونيو 1992 في مدينة سان سيباستيان في إسبانيا. يلعب حالياً مع نادي ريال سوسيداد وسبق له اللعب مع نادي ليغانيس ويبلغ طوله 176 سم.